# 格林布里爾鎮區 (愛荷華州格林縣)
格林布里爾鎮區（英語：Greenbrier Township）是位於美國愛荷華州格林縣的一個行政鎮區。

## 地方資料
根據2010年美國人口普查的數據，格林布里爾鎮區的面積為93.51平方千米，當中陸地面積為93.51平方千米，而水域面積為0.00平方千米。當地共有人口129人，而人口密度為每平方千米1.38人。